# FIFA 95
FIFA 95 este al doilea joc din seria FIFA Soccer. A fost lansat de Electronic Arts pe 8 iulie 1994. Muzica jocului a fost compusă de Jeff van Dyck.

## Campionate
- Campeonato Brasileiro Série A
- Division 1
- Fußball-Bundesliga
- FA Premier League
- Serie A
- Eredivisie
- Primera División
- American Professional Soccer League

## Echipe naționale
| - Algeria - Argentina - Australia - Belgia - Bolivia - Brazilia - Bulgaria - Camerun - Canada - Chile - China - Columbia - Cehia - Danemarca - Egipt - Anglia - Finlanda - Franța - Germania - Grecia - Hong Kong | - Ungaria - India - Irak - Israel - Italia - Coasta de Fildeș - Japonia - Kenya - Luxemburg - Mexic - Țările de Jos - Noua Zeelandă - Nigeria - Irlanda de Nord - Norvegia - Peru - Polonia - Portugalia - Qatar - Republica Irlanda - România | - Rusia - Arabia Saudită - Scoția - Africa de Sud - Coreea de Sud - Spania - Suedia - Elveția - Turcia - Ucraina - Emiratele Arabe Unite - Statele Unite ale Americii - Uruguay - Țara Galilor - Africa All Stars - Asia All Stars - Euro All Stars - Orientul All Stars - America de Nord All Stars |